# Mitropolia de Heracleea
Mitropolia de Heracleea (în greacă Ιερά Μητρόπολη Ηρακλείας) a fost o veche mitropolie din estul Traciei, care a existat până în anul 1922, având pe rând reședința în orașele tracice Heracleea (azi Marmaraereğlisi) și Rodosto (azi Tekirdağ).
În prezent Patriarhia Ecumenică de Constantinopol continuă să confere unuia dintre episcopii ei titlurile onorifice de mitropolit de Heracleea, președinte al celor mai onorabili și exarh a toată Tracia și Macedonia (în greacă Ο Ηρακλείας πρόεδρος των υπερτίμων και έξαρχος πάσης Θράκης και Μακεδονίας). Această poziție este vacantă din 2007.

## Istoric
Orașul Perinthos a fost fondat ca o colonie samosană în secolul al V-lea î.Hr., pe țărmul Mării Marmara, la 95 km vest de Byzantium. În secolul al III-lea d.Hr. Perinthos a fost redenumit Heracleea. În 325 episcopia de Heracleea a devenit mitropolie și a dobândit un primat de onoare asupra celorlalte mitropolii din Tracia. Teritoriul mitropoliei se învecina la nord cu teritoriile mitropoliilor de Adrianopol și de Vize, la est cu teritoriile mitropoliilor de Çorlu și Silivri, la sud cu Marea Marmara și cu teritoriile mitropoliilor de Ganos și Hora, de Miriofito și de Gallipoli și la vest cu teritoriile mitropoliilor de Enos și Alexandroupolis.
Înainte de mutarea capitalei Imperiului Roman de la Roma la Constantinopol, episcopul Bizanțului era subordonat administrativ Mitropoliei de Heracleea. Mai târziu, fără să știe exact când, el a fost scos din această subordonare. După cel de-al doilea Sinod Ecumenic de la Constantinopol, care a avut loc în 381, Mitropolia Constantinopolului a dobândit oficial supremația asupra mitropoliilor din regiune, inclusiv asupra mitropoliei din Heracleea.
Din aceste motive istorice, Mitropolia de Heracleea a fost una dintre cele mai importante mitropolii ale Patriarhiei Ecumenice de Constantinopol, iar mitropolitul său avea privilegiul de a-l întroniza pe patriarh și a-i înmâna paterița (toiagul patriarhal).
În secolul al VII-lea mitropolitul de Heracleea a avut în subordine 5 episcopi, care au devenit 17 în secolul al X-lea și 16 în secolul al XII-lea. În perioada ocupației otomane numărul episcopilor subordonați a scăzut la 6 în secolul al XVI-lea, 4 după 1694, 3 după 1840, 2 după 1901 și nici unul după 1909. În 1694 Episcopia de Rodosto a fost ridicată la rangul de arhiepiscopie, dar în 1702 a fost unită cu Episcopia de Heracleea, care până în secolul al XIX-lea a purtat denumirea de Episcopia de Heracleea și Rodosto. În 1726 reședința mitropoliei a fost mutată la Rodosto, la 40 km vest de Heracleea. Alte orașe importante ale mitropoliei sunt Malkara, Keșan, Hayrabolu și Uzunköprü.
La 28 iulie 1920 Grecia a anexat această regiune, dar, în urma negocierilor de pace, populația greacă a fost evacuată în totalitate în octombrie 1922, iar regiunea a fost cedată Turciei la 12 noiembrie 1922. Astăzi Mitropolia de Heracleea nu mai există, ca urmare a dispariției comunității ortodoxe grecești după schimbul de populații ce a urmat Primului Război Mondial. Patriarhia Ecumenică continuă să confere titlul onorific de mitropolit de Heracleea.

## Mitropoliți
| Nume                | Nume în limba greacă    | Perioada păstoririi                         | Observații | Perioada de viață  |
| ------------------- | ----------------------- | ------------------------------------------- | --- | ------------------ |
| Sf. Apelles         |                         | aprox. 100                                  | unul din cei 70 de apostoli |                    |
| Dometie             |                         | 138—161                                     | |                    |
| Filip               |                         | 264—305                                     | |                    |
| Petru               |                         | 325—343                                     | |                    |
| Teodor              |                         | 343—358                                     | |                    |
| Ipatie              |                         | 358                                         | |                    |
| Dorotei             |                         | 369                                         | |                    |
| Pavel               |                         | 382—402                                     | |                    |
| Serapion            |                         | 402                                         | |                    |
| Evghenie            |                         |                                             | |                    |
| Fritil              |                         | 431                                         | |                    |
| Savin               |                         | 449                                         | |                    |
| Chiriac             |                         | 451                                         | |                    |
| Ioan I              |                         | 459                                         | |                    |
| Teofil I            |                         | 518                                         | |                    |
| Ioan al II-lea      |                         | 520                                         | |                    |
| Constantin          |                         | 536—552                                     | |                    |
| Meghefie            |                         | 553                                         | |                    |
| Teofil al II-lea    |                         | 680                                         | |                    |
| Leon I              |                         | 783—806                                     | |                    |
| Ioan al III-lea     |                         | 879—889                                     | |                    |
| Dimitrie            |                         | 905                                         | |                    |
| Anastasie           |                         | 933                                         | |                    |
| Nichifor            |                         | 959                                         | |                    |
| Ioan al IV-lea      |                         | 997                                         | |                    |
| Nichita             |                         | sec. al XI-lea                              | |                    |
| Ioan                |                         | sf. sec. al XII-lea — înc. sec. al XIII-lea | |                    |
| Filotei Kokkinos    | Φιλόθεος Κόκκινος       | 1347—1364                                   | viitor patriarh al Constantinopolului (1353-1354, 1354 și 1364-1376)                                                                       | c. 1400 -1379      |
| Antonie             |                         | fl. 1430                                    | |                    |
| Neofit al III-lea   |                         | 1636                                        | |                    |
| Ioanichie           | Ιωαννίκιος Β΄ ο Λίνδιος | 1636 - 16 noiembrie 1646                    | viitor patriarh al Constantinopolului (1646-1648, 1651-1652, 1653-1654, 1655-1656), apoi mitropolit de Kea și Thermia (1656-1659 sau 1660) | ? - 1659 sau 1660  |
| Metodie al II-lea   |                         | 1668                                        | |                    |
| Neofit              | Νεόφυτος Ε΄             | 15 mai 1689 — 20 octombrie 1707             | viitor patriarh al Constantinopolului (20-25 octombrie 1707), destituit, s-a reîntors probabil ca mitropolit de Heracleea                  | ? - 1711           |
| Ghenadie din Leros  | Γεννάδιος ὁ Λέριος      | 25 februarie 1714 – 19 octombrie 1718 †     | fost mitropolit de Chios (1700-1714) | aprox. 1660 – 1718 |
| Calinic al IV-lea   |                         | 1757                                        | |                    |
| Metodie al II-lea   |                         | 6 noiembrie 1760 - noiembrie 1794           | |                    |
| Meletie             | Μελέτιος                | noiembrie 1794 - 19 septembrie 1821         | fost mitropolit de Miriofito, a demisionat                                                                                                 |                    |
| Ignatie             | Ιγνάτιος Σταραβέρος     | septembrie 1821 – iulie 1830 †              | | 1765/1768 – 1830   |
| Dionisie al II-lea  | Διονύσιος               | iulie 1830 - iulie 1848 †                   | fost mitropolit de Çorlu (1821-1830) | ? – 1848           |
| Panaret             | Πανάρετος               | 30 iulie 1848 - 9 mai 1878 †                | fost mitropolit de Tărnovo (1838-1840) | 1785 – 1878        |
| Ioanichie al II-lea | Ιωαννίκιος              | 12 mai 1878 - 25 ianuarie 1879 †            | fost mitropolit de Niceea (1859-1878) | ? – 1879           |
| Grigorie al II-lea  | Γρηγόριος Παυλίδης      | 27 ianuarie 1879 - 6 februarie 1888 †       | fost mitropolit de Serres (1877-1879) | 1825 – 1888        |
| Gherman al III-lea  | Γερμανός                | 8 februarie 1888 - 10 mai 1897              | fost mitropolit de Rodos (1876-1888), apoi mitropolit de Calcedon (1897-1913) și patriarh ecumenic al Constantinopolului (1913-1918)       | 1835 – 1920        |
| Ieronim             | Ιερώνυμος Γοργίας       | 13 mai 1897 - 22 mai 1902                   | fost mitropolit de Nicopole (1885-1890) și de Niceea (1890-1897), apoi iarăși mitropolit de Niceea (1902-1910)                             | 1837 – 1910        |
| Grigorie al III-lea | Γρηγόριος Καλλίδης      | 22 mai 1902 - 25 iulie 1925 †               | fost mitropolit de Ioannina (1889-1902) | 1844 – 1925        |
| Filaret             | Φιλάρετος Βαφείδης      | 21 februarie 1928 – 11 octombrie 1933 †     | fost mitropolit de Didymoteicho (1899-1928)                                                                                                | 1848 – 1933        |
| Veniamin            | Βενιαμίν Κυριάκου       | 21 octombrie 1933 - 18 ianuarie 1936        | fost mitropolit de Silivri (1913) și de Niceea (1925-1933), apoi patriarh al Constantinopolului (1936-1946)                                | 1871 – 1946        |
| Fotie               | Φώτιος Σαββαϊδης        | 5 septembrie 2002 - 24 iunie 2007 †         | fost mitropolit de Imbros și Tenedos (1972-2002)                                                                                           | 1924 – 2007        |